# Yazid III

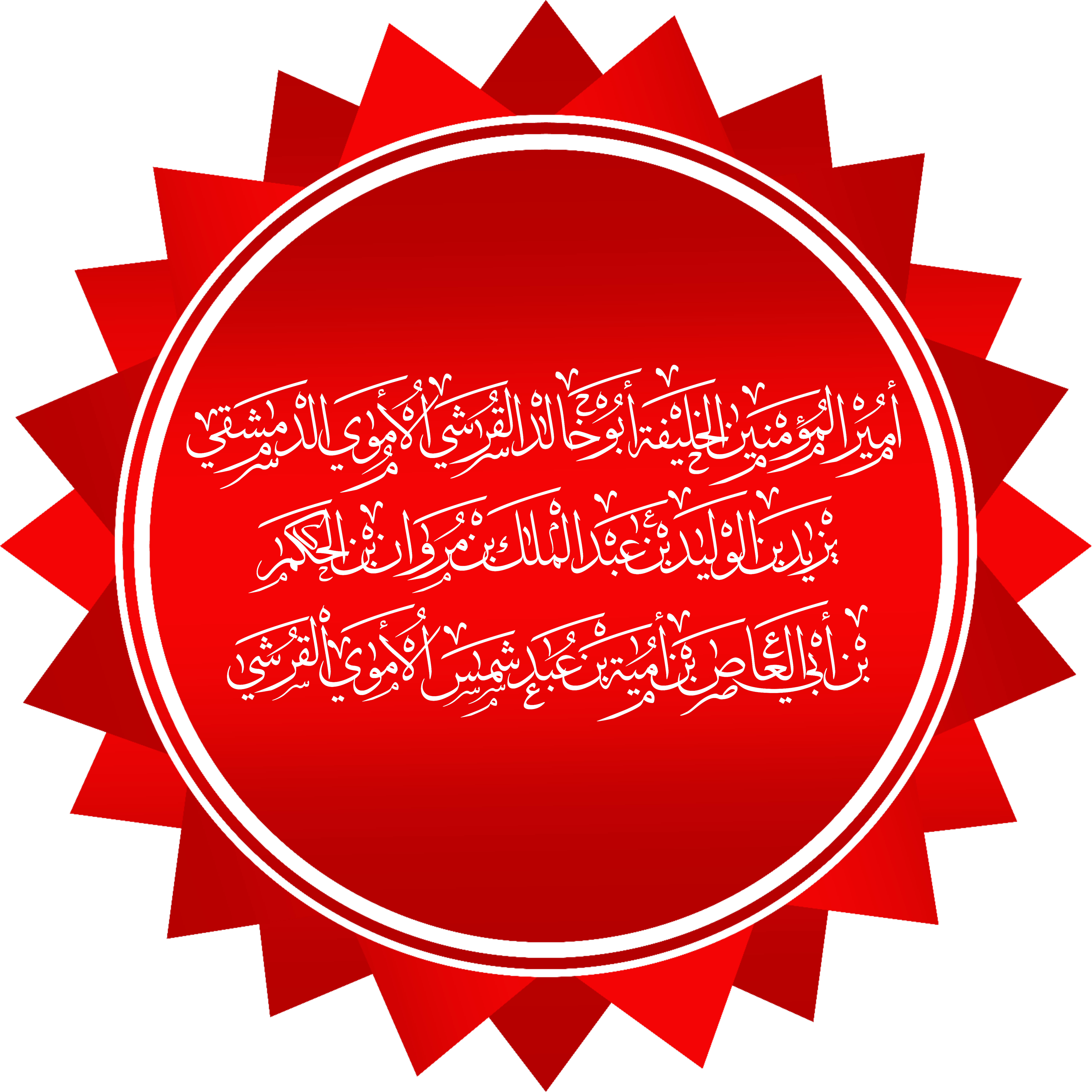

Yazid III por nombre completo Ǧazīd ibn al-Walīd ibn ‘Abd al- Mālik “al-Nâqis”  (en árabe: يزيد ابن الوليد ابن عبد الملك) (701/81 H - Damasco 25 de septiembre de 744/127 H), fue hijo del califa al-Walīd ibn ‘Abd al-Mālik y una princesa sogdiana. Fue el duodécimo califa omeya en el año 744 (año 127 del calendario musulmán), protagonista de un breve califato (después de ocupar el trono durante seis meses y diez días, según al-Tabari).

## Acceso al trono
En marzo de 744/127H, Yazid (III), que tenía reputación de piadoso, proclama en una carta-manifiesto que una shura, había reconocido la «inmoralidad»  del Califa al-Walīd ibn Ǧazīd ibn ‘Abd al-Mālik.
Yazid III, para acceder al trono, se tiene una gran variedad de apoyos, contradictorios entre sí:
- A Abd-al-Aziz ibn al-Hajjaj ibn Abd-al-Màlik, general que reclutó un ejército.
- Consigue el soporte de los generales del Gûnd sirio prometiendo mantenerlos en Siria y a sus generales nombrarles para puestos de relevancia en la administración de las provincias del Imperio.[3]
- Para ganarse a los árabes qaysíes de Misr promete ampliar la nómina ( Diwan ) del Ejército en 30.000 nuevos integrantes.[4]
- Al wali del Jurasán Naṣr ibn Sayyar le promete refuerzos para controlar definitivamente su provincia.

Así mismo contará con la aquiescencia, o al menos la no oposición, de los perseguidos Qadaritas. 
Cuando Walid II es asesinado el 6 de abril de 744 por Abd-al-Aziz ibn al-Hajjaj ibn Abd-al-Màlik, Yazid III es elevado al trono.

## Reinado
En su corto reinado, Yazid III se las arregló para no cumplir con todas sus promesas:
- En primer lugar rehusó conceder a las tropas el aumento de paga prometido por su antecesor (razón por la que fue motejado como “al-Nâqis” - el débil o el deficiente o el rebajador).
- Promocionó al árabe kalbí Manṣūr ibn Jumhur como walide ’Irāq, deponiendo a Yusūf ibn ‘Umar al-Ṯaqafi (que había derrotado a los alíes de Zayd ibn ‘Alī, bisnieto de ‘Alī ibn Abī Ṭalīb y aspirante al califato.), el cual fue apresado en Urdūn y enviado a Dimasq y posteriormente decapitado después de muerto y exhumado, reforzando la alianza entre álidas, chiíes y abbasíes.
- Después de confirmar inicialmente a Nasr ibn Sajjar como wali de Jurasán, Mansur ibn Jumhur intentó desplazarlo sustituyéndolo por su hermano,  rechazando Nasr ibn Sajjar la deposición y cambiando la política de represión de las élites locales para apoyarse en ellas; así, reclamó la vuelta de al-Hariṯ ibn Surayğ (líder de una fracasada revuelta en 734 de mawali sogdianos) que retornó con tropas del Ḫaḥān de Tocaria.
- A todo ello hay que añadir la falta de reconocimiento de los méritos del wali de Armenia (y futuro Califa) Marwān ibn Muḥammad ibn Marwān,[5] a la sazón cabeza del clan Omeya, reconocido como tal en ’Irāq y Šām, y que más tarde se rebelaría contra él.

## El fin del reinado
Acosado por la doble rebelión de Nasr ibn Sayyar y Marwán (II), murió de peste entre el 25 de septiembre y el 4 de octubre de 744, designando como sucesor a su hermano Ibrāhīm ibn al-Walīd ibn ‘Abd al-Mālik.
| Predecesor: al-Walīd ibn Ǧazīd ibn ‘Abd al-Mālik Walid II | Califa Omeya 744 | Sucesor: Ibrāhīm ibn al-Walīd ibn ‘Abd al-Mālik |